# Латко, Василий Петрович
Василий Петрович Латко (18.01.1923, Житомирская область — 23.07.1972) — разведчик взвода конной разведки 26-го гвардейского кавалерийского полка, гвардии красноармеец — на момент представления к награждению орденом Славы 1-й степени.

## Биография
Родился 18 января 1923 года в селе Колодиевка Червоноармейского района Житомирской области в семье служащего. Украинец. После окончания 7 классов и специальных курсов работал бухгалтером районного потребсоюза.
В Красной Армии и на фронте в Великую Отечественную войну с октября 1943 года. В составе 26-го гвардейского кавалерийского полка 7-й гвардейской кавалерийской дивизии 1-го гвардейского кавалерийского корпуса участвовал в Киевской оборонительной, Житомирско-Бердичевской, Ровно-Луцкой и Проскуровско-Черновицкой операциях.
9 марта 1944 года разведчик взвода конной разведки гвардии красноармеец Латко в составе группы при выполнении боевого задания на западном берегу реки Стырь в районе населённого пункта Мстышин захватил немецкого ефрейтора и доставил в штаб полка. При возвращении группы с задания, отбиваясь от преследования, уничтожил четырёх солдат противника. За весь период боёв на западном берегу реки огнём из автомата и гранатами убил семерых солдат противника, кроме того троих противников взял в плен.
Приказом командира 7-й гвардейской кавалерийской дивизии от 28 марта 1944 года за мужество, проявленное в боях с врагом, гвардии красноармеец Латко награждён орденом Славы 3-й степени.
19 июня 1944 года гвардии красноармеец Латко в бою за город Каменка-Бугская, находясь в боевых порядках подразделения, при отражении вражеской атаки из автомата истребил шестерых солдат и офицеров противника, гранатами подавил пулемёт.
Приказом по войскам 1-го Украинского фронта от 20 сентября 1944 года гвардии красноармеец Латко награждён орденом Славы 2-й степени.
В дальнейшем он участвовал в Карпатско-Дуклинской, Сандомирско-Силезской, Нижнесилезской и Берлинской операциях.
20-29 апреля 1945 года, участвуя в отражении неоднократных контратак противника у населённого пункта Лейппен, из автомата поразил свыше десяти и взял в плен четырёх солдат и одного офицера.
Указом Президиума Верховного Совета СССР от 27 июня 1945 года за мужество, отвагу и героизм, проявленные в борьбе с захватчиками, гвардии красноармеец Латко Василий Петрович награждён орденом Славы 1-й степени.
Войну закончил в Чехословакии. В 1947 году демобилизован. Жил на родине, в селе Колодиевка. Работал бухгалтером Червоноармейского районного потребсоюза.
Награждён орденами Отечественной войны 1-й степени, Славы 1-й, 2-й и 3-й степени, медалями.
Умер 23 июля 1972 года.